# Grande chauve-souris brune guadeloupéenne
Espèce
Répartition géographique
Statut de conservation UICN

 EN B1ab(iii,iv) : En danger
La Grande chauve-souris brune guadeloupéenne, Eptesicus guadeloupensis, est une espèce de chiroptères de la famille des Vespertilionidae et endémique à la Guadeloupe. Elle est également l'une des 11 espèces de chauves-souris vivant en Guadeloupe, et fait partie du groupe des trois qui en sont endémiques.

## Taxonomie et étymologie
Son nom spécifique, composé de guadeloup[e] et du suffixe latin -ensis, « qui vit dans, qui habite », lui a été attribué en référence au lieu de sa découverte, Baie-Mahault, commune française du département de la Guadeloupe. Elle a été décrite pour la première fois par Genoways et Baker en 1975, et le spécimen qui a contribué à sa description a été recueilli en juillet 1974 par les auteurs, à l'ouest de la commune de Baie-Mahault.
Premièrement, ils ont cru que cet individu était celui qui se rapprochait le plus de la chauve-souris brune, Eptesicus fuscus. La plaçant ainsi dans le groupe des fuscus du genre Eptesicus, comme défini par Davis en 1966.
Avant la description de la grande chauves-souris brune de Guadeloupe, le seul membre du groupe des fuscus était celui identifié en tant qu'Eptesicus fuscus : la grande chauves-souris brune. La nomination guadeloupensis est une version latinisée de Guadeloupe, l'endroit ou la chauves-souris a été découverte.

## Description
C'est le plus grand membre de son genre à avoir été observé dans le nouveau monde. Ses ailes membraneuses sont de couleur noire, avec des poils noirs à la base et plus fins aux extrémités. Les poils sont noirs aux extrémités de son dos, et forme une couche à l'extrémité du ventre. Du museau à la queue, il mesure 129-133 mm de long. L'envergure de son aile est de 49.6-51.5 mm. Ses oreilles mesure 22.5-24 mm de long, sa queue 54-60 mm, ses pattes postérieures ont une taille de 11-14 mm.

## Biologie
Comme tous les autres membres de son genre, son génome est constitué de 50 chromosomes avec une base fondamentale de 48. C'est un animal insectivore. Durant le jour, il semble qu'il se suspend aux arbres au sein des forêts galeries. Il est très peu rencontré et donc peu de choses sont connues au sujet de sa reproduction. Une femelle en période de post-lactation et une jeune femelle ont une fois été observées à la fin du mois juillet, laissant envisager que les femelles pourraient donner naissance au mois de mai ou en juin.

## Répartition et habitat
C'est une espèce endémique à l'île de Basse-Terre, en Guadeloupe, située dans les Petites Antilles au sein des Caraïbes. Elle vit dans la forêt tropicale humide et les forêts galeries, le plus souvent faible altitude, entre 0-300 mètres.

## Conservation
Elle est actuellement inscrite sur la liste des espèces en danger par l'UICN. Son introduction à cette liste étant la conséquence du déclin de 30% de la population observé entre 1994 et 2015. De surcroît, elle est connue pour n'avoir été rencontrée que dans 5 localités, sa niche écologique se concentrant sur une surface de 2,500 km2, et son habitat étant en forte diminution tant en taille qu'en qualité, ceci en raison des activités humaines, des ouragans, et de la prolifération d'espèces exotique et invasive telles que les rats, les souris et les mangoustes. Elle pourrait également être en compétition avec une autre espèce de chauve-souris qu'est le Molosse commun et qui est très répandue.

## Publication originale
- Hugh Howard Genoways, Robert James Baker, A New Species of Eptesicus from Guadeloupe, Lesser Antilles (Chiroptera: Vespertilionidae) (publication), Inconnu, Lubbock, 1975 et 18 juillet 1975, [lire en ligne].